# Legislatura 1992-1996 (Camera Deputaților)
Această listă descrie componența Camerei Deputaților din România în legislatura: 1992-1996, în funcție de județul în care au candidat.

## Legislatura 1992-1996
| Nume și Prenume                           | Județ           | Partid     |
| ----------------------------------------- | --------------- | ---------- |
| Dorin Corneliu Gavaliugov                 | Alba            | PD         |
| Ioan Maier                                | Alba            | PDSR       |
| Ion Berciu                                | Alba            | PNȚCD/PER  |
| Ioan Mircea Popa                          | Alba            | PNȚCD      |
| Eugen Crișan                              | Alba            | PUNR       |
| Octavian Nicolae Dărămuș                  | Alba            | PUNR       |
| Nora Marta Țărnea                         | Arad            | PD         |
| Teodor Jurcă                              | Arad            | PDSR       |
| Ion Hui                                   | Arad            | PNȚCD/PER  |
| Emil Roman                                | Arad            | PUNR       |
| Gheorghe Tokay                            | Arad            | UDMR       |
| Emil-Livius-Nicolae Putin                 | Arad            | neafiliat  |
| Ion Bold                                  | Arad            | PER        |
| Adrian Duță                               | Argeș           | PDSR       |
| Gheorghe Zgondea                          | Argeș           | PDSR       |
| Iulian Nistor                             | Argeș           | PDSR       |
| Marin Jugravu                             | Argeș           | PDSR       |
| Vasile Stan                               | Argeș           | PDSR       |
| Barbu Pițigoi                             | Argeș           | PNȚCD/PER  |
| Sergiu-George Rizescu                     | Argeș           | PNȚCD/PER  |
| Nicolae Leonăchescu                       | Argeș           | PRM        |
| Doru-Viorel Ursu                          | Argeș           | PAC        |
| Dumitru Drăguț                            | Argeș           | PSM        |
| Mihăiță Postolache                        | Bacău           | PD         |
| Vasile Nistor                             | Bacău           | PD         |
| Dumitru Brăneanu                          | Bacău           | PDSR       |
| Matei-Agathon Dan                         | Bacău           | PDSR       |
| Nicolae Roșca                             | Bacău           | PDSR       |
| Genaru Ovidiu Bibire                      | Bacău           | PDSR       |
| Ioan Aron Popa                            | Bacău           | PDSR       |
| Cornel Protopopescu                       | Bacău           | PER        |
| Ion Corniță                               | Bacău           | PNȚCD/PER  |
| Marcel Moldoveanu                         | Bacău           | PRM        |
| Corneliu Bălan                            | Bacău           | PUNR       |
| Octavian Bot                              | Bihor           | PAC        |
| Emeric Feric                              | Bihor           | Minorități |
| Teodor Moldovan                           | Bihor           | PD         |
| Florian Serac                             | Bihor           | PDSR       |
| Gabriel Țepelea                           | Bihor           | PNȚCD      |
| Crăciun Floruța                           | Bihor           | PUNR       |
| Vasile Șuta                               | Bihor           | PUNR       |
| Ervin-Zoltan Székely                      | Bihor           | UDMR       |
| Ludovic Rákóczi                           | Bihor           | UDMR       |
| Zsolt Szilágyi                            | Bihor           | UDMR       |
| Ioan Catarig                              | Bistrița-Năsăud | PDSR       |
| Alexandru Dorel Coc                       | Bistrița-Năsăud | PL'93/PAC  |
| Ioan Sonea                                | Bistrița-Năsăud | PUNR       |
| Teodor Ioan Sîntu                         | Bistrița-Năsăud | PUNR       |
| Zoltan Szilágyi                           | Bistrița-Năsăud | UDMR       |
| Alexandru Ota                             | Botoșani        | PD         |
| Mihai Teodorescu                          | Botoșani        | PDSR       |
| Octav Pintilie                            | Botoșani        | PDSR       |
| Toader Clocotici                          | Botoșani        | PDSR       |
| Tudor Manolescu                           | Botoșani        | PDSR       |
| Viorica Afrăsinei                         | Botoșani        | PDSR       |
| Alexandru Simionovici                     | Botoșani        | PNȚCD/PER  |
| Victor Ioan Pica                          | Brașov          | PNȚCD      |
| Valentin Iuliano                          | Brașov          | Minorități |
| Vasile Bran                               | Brașov          | PD         |
| Emil Stoica                               | Brașov          | PDSR       |
| Nicolae Zavici                            | Brașov          | PNȚCD      |
| Sorin Victor Lepșa                        | Brașov          | PNȚCD/PER  |
| Florea Danciu                             | Brașov          | PRM        |
| Horia Pop                                 | Brașov          | PUNR       |
| Ernest Török                              | Brașov          | UDMR       |
| Petru Tănasie                             | Brașov          | PDSR       |
| Petrică Petre                             | Brăila          | PDSR       |
| Alexandru Sassu                           | Brăila          | PD         |
| Florin Negoiță                            | Brăila          | PDSR       |
| Nicolae Băteanu                           | Brăila          | PDSR       |
| Flaviu-George Brezeanu                    | Brăila          | PNȚCD/PER  |
| Smaranda Ionescu                          | Brăila          | PRM        |
| Constantin-Gheorghe Avramescu             | București       | PSDR       |
| Sergiu Cunescu                            | București       | PSDR       |
| Vițu Ionel Cornel Brahaș                  | București       | PUNR       |
| Gheorghe Răducanu                         | București       | Minorități |
| Varujan Vosganian                         | București       | Minorități |
| Stelian Tănase                            | București       | PAC        |
| Bogdan Marinescu                          | București       | PD         |
| Petre Roman                               | București       | PD         |
| Victor Babiuc                             | București       | PD         |
| Adrian Năstase                            | București       | PDSR       |
| Constantin Teculescu                      | București       | PDSR       |
| Mircea Pavlu                              | București       | PDSR       |
| Mircea Porojan                            | București       | PDSR       |
| Petre Sălcudeanu                          | București       | PDSR       |
| Ștefan Cazimir                            | București       | PDSR       |
| Tiberiu-Ovidiu Mușetescu                  | București       | PDSR       |
| George Daniel Costache                    | București       | PDSR       |
| Maria Agata Iliescu                       | București       | PDSR       |
| Alexandru Athanasiu                       | București       | PAC        |
| Constantin Ionescu                        | București       | PNȚCD/PER  |
| Ion Diaconescu                            | București       | PNȚCD      |
| Ion Dinu                                  | București       | PNȚCD/PER  |
| Otto-Ernest Weber                         | București       | PNȚCD      |
| Răsvan Dobrescu                           | București       | PNȚCD      |
| Vasile Constantin Niculae Ionescu-Galbeni | București       | PNȚCD/PER  |
| Ioan Marinescu                            | București       | PRM        |
| Ion Duțu                                  | București       | PRM        |
| Ioan Iuliu Furo                           | București       | PRM        |
| Horia-Radu Pascu                          | București       | PNL        |
| Mihail Părăluță                           | București       | PSM        |
| Niculae Cerveni                           | București       | PNL-CD     |
| Ion-Florian Angelo                        | Buzău           | PNȚCD      |
| Petre Partal                              | Buzău           | PD         |
| Alexandru Albu                            | Buzău           | PDSR       |
| Dumitru Pîslaru                           | Buzău           | PDSR       |
| Liviu Mladin                              | Buzău           | PDSR       |
| Cameliu Ovidiu Petrescu                   | Buzău           | PDSR       |
| Tudor Mohora                              | Buzău           | PSM        |
| Dragoș Enache                             | Caraș-Severin   | PD         |
| Adrian Ioan Vilău                         | Caraș-Severin   | PD         |
| Miron Mănescu                             | Caraș-Severin   | PDSR       |
| Cornel Popovici Sturza                    | Caraș-Severin   | PNȚCD/PER  |
| Mircea Popescu                            | Caraș-Severin   | PNȚCD      |
| Ion Gurău                                 | Călărași        | PD         |
| Ivanciu Nicolae-Văleanu                   | Călărași        | PDSR       |
| Petre Naidin                              | Călărași        | PDSR       |
| Vasile Voicu                              | Călărași        | PDSR       |
| Paul Aurelian Alecu                       | Călărași        | PNȚCD      |
| Ionel Roman                               | Cluj            | PD         |
| Petru Lițiu                               | Cluj            | PAC        |
| Ion Rațiu                                 | Cluj            | PNȚCD      |
| Ioan Tănasă                               | Cluj            | PRM        |
| Costică Ciurtin                           | Cluj            | PUNR       |
| Ioan Gavra                                | Cluj            | PUNR       |
| Mircea Crețu                              | Cluj            | PUNR       |
| Vasile Matei                              | Cluj            | PUNR       |
| Eugen Mátis                               | Cluj            | UDMR       |
| Levente-Ladislau Bitay                    | Cluj            | UDMR       |
| Sándor Kónya-Hamar                        | Cluj            | UDMR       |
| Ioan-Sorin Marinescu                      | Constanța       | PSDR       |
| Ioan Romulus Joca                         | Constanța       | PAC        |
| Feuzia Rușid                              | Constanța       | Minorități |
| Tasin Gemil                               | Constanța       | Minorități |
| Dumitru Moinescu                          | Constanța       | PD         |
| Dumitru Alexandru Radu                    | Constanța       | PD         |
| Nicolae Bogdan Niculescu-Duvăz            | Constanța       | PD         |
| Anton-Marin Mangiurea                     | Constanța       | PDSR       |
| Ioan Dumitrescu                           | Constanța       | PDSR       |
| Mihai Liță                                | Constanța       | PDSR       |
| Mircea Ciumara                            | Constanța       | PNȚCD      |
| Vasile Ionescu                            | Constanța       | PUNR       |
| Ion Hristu                                | Constanța       | —          |
| Aurel Dragomir                            | Covasna         | PUNR       |
| Akos Birtalan                             | Covasna         | UDMR       |
| Árpád-Francisc Márton                     | Covasna         | UDMR       |
| László Zsigmond                           | Covasna         | UDMR       |
| Corneliu-Dan Vrabie                       | Dâmbovița       | PRM        |
| Sorin-Constantin Diaconescu               | Dâmbovița       | PDSR       |
| Șerban Constantin Rădulescu-Zoner         | Dâmbovița       | PNL        |
| Victor Boștinaru                          | Dâmbovița       | PD         |
| Constantin Constantin                     | Dâmbovița       | PDSR       |
| Constantin Ghiță                          | Dâmbovița       | PDSR       |
| Daniela Popa                              | Dâmbovița       | PDSR       |
| Dinu Patriciu                             | Dâmbovița       | PNL        |
| Mihai Doru Dobrescu                       | Dolj            | PSDR       |
| Alexandru Brezniceanu                     | Dolj            | PD         |
| Mircea Radu Berceanu                      | Dolj            | PD         |
| Mihail Panait                             | Dolj            | PDSR       |
| Neculai Grigoraș                          | Dolj            | PDSR       |
| Petre Baniță                              | Dolj            | PDSR       |
| Vintilă Nicu                              | Dolj            | PDSR       |
| Constantin-Romeo Dragomir                 | Dolj            | PL'93/PAC  |
| Emil-Teodor Popescu                       | Dolj            | PNȚCD      |
| Marin Lungu                               | Dolj            | PSM        |
| Silviu Simion Șomîcu                      | Dolj            | PSM        |
| Ion Danilescu                             | Galați          | PDSR       |
| Leonida Lari-Iorga                        | Galați          | PNȚCD      |
| Nestor Călin                              | Galați          | PSDR       |
| Constantin Arhire                         | Galați          | PD         |
| Viorel Lixăndroiu                         | Galați          | PD         |
| Ioan-Cătălin Iamandi                      | Galați          | PDSR       |
| Mircea Leonte                             | Galați          | PDSR       |
| Neculai Chivu                             | Galați          | PDSR       |
| Trifu Chirilă                             | Galați          | PDSR       |
| Laurențiu Priceputu                       | Giurgiu         | —          |
| Mihail Iușut                              | Giurgiu         | PDSR       |
| Chiriaca Sârbu                            | Giurgiu         | PDSR       |
| Viorel Pavel                              | Giurgiu         | PNȚCD/PER  |
| Mitică Bălăeț                             | Gorj            | PSM        |
| Emil Constantin Hoară                     | Gorj            | PSM        |
| Ion Tomescu                               | Gorj            | PDSR       |
| Mihail Golu                               | Gorj            | PDSR       |
| Gheorghe Gorun                            | Gorj            | PL'93/PAC  |
| Constantin Gheorghe                       | Gorj            | PRM        |
| Benedek Nagy                              | Harghita        | UDMR       |
| Ferenc Asztalos                           | Harghita        | UDMR       |
| Imre András                               | Harghita        | UDMR       |
| István Antal                              | Harghita        | UDMR       |
| Dumitru Emeric Borbély                    | Harghita        | UDMR       |
| Dumitru Ifrim                             | Hunedoara       | PSDR       |
| Ioan Timiș                                | Hunedoara       | —          |
| Aurel Știrbu                              | Hunedoara       | PDSR       |
| Gheorghe Ana                              | Hunedoara       | PDSR       |
| Mihail Bucur                              | Hunedoara       | PNȚCD/PER  |
| Ion Hortopan                              | Hunedoara       | PRM        |
| Petru Șteolea                             | Hunedoara       | PUNR       |
| Zoltan Jolt Fekete                        | Hunedoara       | UDMR       |
| Gheorghe Tarna                            | Ialomița        | PD         |
| Ion Dumitrescu                            | Ialomița        | PDSR       |
| Vlad-Vladimir Galin-Corini                | Ialomița        | PDSR       |
| Gheorghe Cristea                          | Ialomița        | PNȚCD/PER  |
| Fănică Dănilă                             | Iași            | PSM        |
| Dumitru Calance                           | Iași            | PD         |
| Dionisie Vitcu                            | Iași            | PDSR       |
| Gheorghe Roman                            | Iași            | PDSR       |
| Ion Ionescu                               | Iași            | PDSR       |
| Valentin Soroceanu                        | Iași            | PDSR       |
| Florin Dan Trepcea                        | Iași            | PL'93/PAC  |
| Vasile Lupu                               | Iași            | PNȚCD      |
| Anghel Stanciu                            | Iași            | PRM        |
| Petru Ioan                                | Iași            | PUNR       |
| Ioan Străchinaru                          | Iași            | PSDR       |
| Ionel Bondariu                            | Iași            | —          |
| Constantin Ivanovici                      | Ilfov           | PDSR       |
| Costel Păunescu                           | Ilfov           | PNȚCD/PER  |
| Gheorghe Comănescu                        | Ilfov           | PNȚCD/PER  |
| Gheorghe Fițion                           | Ilfov           | PSM        |
| Ion Gheorghe Popa                         | Maramureș       | PDSR       |
| Ștefan Tcaciuc                            | Maramureș       | UUR        |
| Mircea Man                                | Maramureș       | PD         |
| Niculae Filip                             | Maramureș       | PDSR       |
| Theodora Bertzi                           | Maramureș       | PL'93/PAC  |
| Gavril Tudor Dunca                        | Maramureș       | PNȚCD/PER  |
| Gheorghe Brânzei                          | Maramureș       | PUNR       |
| Nicolae Bud                               | Maramureș       | PUNR       |
| Alfréd Iosif Mazalik                      | Maramureș       | UDMR       |
| Eugen Nicolicea                           | Mehedinți       | PDSR       |
| Victor Penescu                            | Mehedinți       | PDSR       |
| Mihai Ulis Tânjală                        | Mehedinți       | PDSR       |
| Mihail Nică                               | Mehedinți       | PNȚCD/PER  |
| Nicolae Drăghiea                          | Mehedinți       | PSM        |
| Petru Burcă                               | Mureș           | PUNR       |
| Ioan Avram Mureșan                        | Mureș           | PNȚCD/PER  |
| Coriolan Bucur                            | Mureș           | PUNR       |
| Lazăr Lădariu                             | Mureș           | PUNR       |
| Ovidiu-Valeriu Iosif                      | Mureș           | PUNR       |
| Barna Elek                                | Mureș           | UDMR       |
| Ioan Németh                               | Mureș           | UDMR       |
| Károly Kerekes                            | Mureș           | UDMR       |
| László Borbély                            | Mureș           | UDMR       |
| Smaranda Dobrescu                         | Neamț           | PDSR       |
| Cristian Rădulescu                        | Neamț           | PD         |
| George-Iulian Stancov                     | Neamț           | PD         |
| Constantin Mardare                        | Neamț           | PDSR       |
| Corneliu Seniuc                           | Neamț           | PDSR       |
| Ioan Bivolaru                             | Neamț           | PDSR       |
| Valentin Vasilescu                        | Neamț           | PER        |
| Viorel Burlacu                            | Neamț           | PRM        |
| Costel-Eugen Popescu                      | Olt             | —          |
| Ilie Gâtan                                | Olt             | PDSR       |
| Mircea Chiostec                           | Olt             | —          |
| Ștefan Ilie                               | Olt             | PD         |
| Anișoara Cojocaru                         | Olt             | PDSR       |
| Simion Bagdasar                           | Olt             | PDSR       |
| Valentin Argeșanu                         | Olt             | PNȚCD/PER  |
| Ion Dobrescu                              | Prahova         | —          |
| Anton Nicolau                             | Prahova         | Minorități |
| Nicolae Alexandru                         | Prahova         | PD         |
| Constantin Corneliu Ruse                  | Prahova         | PD         |
| Maria Paula Ivănescu                      | Prahova         | PD         |
| Ilie Nică                                 | Prahova         | PDSR       |
| Mircea-Anton Silvaș                       | Prahova         | PDSR       |
| Constantin Adrian Pitca                   | Prahova         | PDSR       |
| Mihai Mircea Munteanu                     | Prahova         | PNȚCD/PER  |
| Remus Constantin Opriș                    | Prahova         | PNȚCD      |
| Ioan Mureșan                              | Prahova         | PRM        |
| Gheorghe Dobre                            | Prahova         | PUNR       |
| Petre Țurlea                              | Prahova         | PDSR       |
| Gheorghe Sălăjean                         | Satu-Mare       | PDSR       |
| Viorel Pop                                | Satu-Mare       | PDSR       |
| Gheorghe Toduț                            | Satu-Mare       | PL'93/PAC  |
| Ioan Pop                                  | Satu-Mare       | PUNR       |
| Attila Varga                              | Satu-Mare       | UDMR       |
| Francisc Pécsi                            | Satu-Mare       | UDMR       |
| Liviu Radu Bara                           | Sălaj           | PDSR       |
| Gheorghe Victor Vasile Pop                | Sălaj           | PNȚCD/PER  |
| Iuliu Vida                                | Sălaj           | UDMR       |
| Aurel Jecan                               | Sălaj           | PUNR       |
| Eberhard-Wolfgang Wittstock               | Sibiu           | FDGR       |
| Bujor-Bogdan Teodoriu                     | Sibiu           | PD         |
| Daniel Frunzescu                          | Sibiu           | PDSR       |
| Francisc Tobă                             | Sibiu           | PDSR       |
| Raymond Luca                              | Sibiu           | PNL        |
| Gavril Dejeu                              | Sibiu           | PNȚCD      |
| Tudor Radu                                | Sibiu           | PUNR       |
| Iohan-Peter Babiaș                        | Suceava         | UPR        |
| Mihai Chiriac                             | Suceava         | PD         |
| Anatolie Costin                           | Suceava         | PDSR       |
| Corneliu Monoranu                         | Suceava         | PDSR       |
| Mihai Fodor                               | Suceava         | PDSR       |
| Nicolai Lazar                             | Suceava         | PDSR       |
| Sabin Ghilea                              | Suceava         | PDSR       |
| Emilian Bratu                             | Suceava         | PNȚCD/PER  |
| Toader Constantinescu                     | Suceava         | PRM        |
| Vasile Potolincă                          | Suceava         | PUNR       |
| Vasile Mândroviceanu                      | Suceava         | PAC        |
| Sorin Pantiș                              | Teleorman       | —          |
| Adriean Videanu                           | Teleorman       | PD         |
| Constantin Berechet                       | Teleorman       | PD         |
| Marian Dumitriu                           | Teleorman       | PDSR       |
| Mihail Olteanu                            | Teleorman       | PDSR       |
| Vasile Cristea                            | Teleorman       | PDSR       |
| Floarea Lupu Calotă                       | Teleorman       | PDSR       |
| Slavomir Gvozdenovici                     | Timiș           | USR        |
| Matei Carol Ivanciov                      | Timiș           | UBB        |
| Emil Boroș                                | Timiș           | PD         |
| Romulus Dabu                              | Timiș           | PDSR       |
| Dorin Vasile Munteanu                     | Timiș           | PDSR       |
| Vasile Popovici                           | Timiș           | PL'93/PAC  |
| Mircea Horia Rusu                         | Timiș           | PL'93      |
| George Stănescu                           | Timiș           | PNȚCD/PER  |
| Petru Dugulescu                           | Timiș           | PNȚCD      |
| Valeriu Tabără                            | Timiș           | PUNR       |
| Francisc Bárány                           | Timiș           | UDMR       |
| Teodor Vintilescu                         | Timiș           | —          |
| Crin Laurențiu George Antonescu           | Tulcea          | —          |
| Petru Suhov                               | Tulcea          | Minorități |
| Dan Verbina                               | Tulcea          | PDSR       |
| Ilie Nicola                               | Tulcea          | PDSR       |
| Ion Lazia                                 | Tulcea          | PDSR       |
| Rada Istrate                              | Vâlcea          | PD         |
| Gheorghe Câutiș                           | Vâlcea          | PDSR       |
| Severin Baciu                             | Vâlcea          | PDSR       |
| Mircea Daniel Diaconescu                  | Vâlcea          | PNȚCD/PER  |
| Constantin Rotaru                         | Vâlcea          | —          |
| Grigore Răban                             | Vâlcea          | —          |
| Georgeta Știrbu                           | Vaslui          | PD         |
| Georgică Alexandrache                     | Vaslui          | PD         |
| Dumitru Buzatu                            | Vaslui          | PDSR       |
| Grigore Marcu                             | Vaslui          | PDSR       |
| Maricel Grădinariu                        | Vaslui          | PDSR       |
| Marțian Dan                               | Vaslui          | PDSR       |
| Mihnea-Tudor Ioniță                       | Vaslui          | PL'93/PAC  |
| Călin-Emil Anastasiu                      | Vrancea         | —          |
| Adrian Severin                            | Vrancea         | PD         |
| Aurelian-Octavian Popescu                 | Vrancea         | PDSR       |
| Florian Udrea                             | Vrancea         | PDSR       |
| Spiridon Tudorachi                        | Vrancea         | PDSR       |
| Felician Doru Laurențiu Veber             | Vrancea         | PDSR       |

## Au încetat mandatul înainte de terminarea legislaturii
| Nume și Prenume           | Județ           | Partid    |
| ------------------------- | --------------- | --------- |
| Aristide Nelu Dragomir    | Arad            | —         |
| Nicolae Alecsandrescu     | Arad            | PNȚCD     |
| Vasile Nițu               | Argeș           | PNȚCD     |
| Ion Cristian Dan Popovici | Argeș           | PRM       |
| Constantin Enache         | Bacău           | PDSR      |
| Florian Bercea            | Bihor           | PD        |
| Vasile Ene                | Bistrița-Năsăud | PUNR      |
| Ioan Ghișe                | Brașov          | —         |
| Mircea Mușat              | Brașov          | PRM       |
| Lázár Madaras             | Brașov          | UDMR      |
| Ilie Lascu                | Brăila          | PDSR      |
| Liviu Neculai Marcu       | Brăila          | PNȚCD     |
| Florica Ionea             | București       | PDSR      |
| Eugen Barbu               | București       | PRM       |
| Petre Posea               | Buzău           | PDSR      |
| Ion Neagu (senator)       | Călărași        | PDSR      |
| Nandor Iozsef Nemenyi     | Cluj            | UDMR      |
| Stefan Sinkó              | Cluj            | UDMR      |
| Alexandru Tobă            | Dolj            | PDSR      |
| Dan-Lilion Gogoncea       | Galați          | PDSR      |
| Mircea-Adrian Ichim       | Giurgiu         | PDSR      |
| Nicolae Alexandru Mischie | Gorj            | PDSR      |
| Csaba Albert Takács       | Hunedoara       | UDMR      |
| Ioan Hariga               | Iași            | PDSR      |
| Teodor Lupuțiu            | Maramureș       | PD        |
| Nicolae Șerdin            | Mehedinți       | PDSR      |
| Alexandru Casapu          | Neamț           | PDSR      |
| Marin Diaconescu          | Olt             | PDSR      |
| Marin Ionică              | Olt             | PD        |
| Mihail Viziru             | Olt             | Socialist |
| Gheorghe Boboc            | Prahova         | PDSR      |
| Miron Chichișan           | Sălaj           | PUNR      |
| Ioan Bogdan               | Sibiu           | PUNR      |
| Viorel Munteanu           | Suceava         | PDSR      |
| Cristian-Traian Ionescu   | Tulcea          | PDSR      |
| Radu-Matei Livezeanu      | Vâlcea          | PNȚCD     |
| Emil Cojocariu            | Vaslui          | PD        |
| Ioan Costin               | Vaslui          | —         |
| Traian Băsescu            | Vaslui          | PD        |
| Vasile Fudulică           | Vrancea         | PDSR      |